# Stéphane Aubier
Stéphane Aubier (Heusy, província de Lieja, 8 d'octubre de 1964) és autor i director de cinema belga de cinema d'animació conegut per Pànic a la granja i Ernest i Célestine.
Li agrada llegir Petzi de la parella Vilhelm i Carla Hansen. Fou marcat per les aventures de Gil Pupil·la, Jan i Trencapins, Lucky Luke, La patrulla dels Castors, Els barrufets i Espirú i Fantàstic.

## «Patar i Aubier»
Stéphane Aubier i Vincent Patar es matricularen junts a l'École supérieure des arts Saint-Luc de Liège a començament dels anys 1980, en companyia de Jean-Philippe Stassen, però no a la mateixa classe, només es van conèixer durant un concurs de dibuixos. Ells simpatitzen, pensen en l'animació. Stéphane Aubier falla el primer any: falla en dibuix tot i que és considerat el millor de la classe excepte pel professor a qui no li agrada el seu estil. Això és perquè Aubier, i també Patar, no tenen el perfil estètic, experimental i d'avantguarda de la “casa”. Es neguen a adaptar-se al motlle. Per solidaritat, Vincent Patar es nega a presentar-se als exàmens d'aprovació. A l'inici del curs es troben amb Rémy Belvaux, que només s'hi quedarà un any però que sacsejarà brutalment l'establiment, sobretot en presentar el seu curtmetratge al festival de Brussel·les. El 1986, ambdós van ingressar a l'École Supérieure des Arts Visuels de la Cambre a Brussel·les, i es van traslladar junts al carrer Tenbosch a Ixelles. Van obtenir el seu diploma l'any 1991.
Les seves carreres han estat molt lligades des dels seus inicis i comparteixen un univers comú, desenvolupat al llarg de la seva col·laboració.
El 1988, van signar conjuntament un primer curtmetratge: Picpic André Shoow, amb els personatges Picpic, el Cochon Magik (creat per Stéphane Aubier), André, el Mauvais Cheval i Côboy (creat per Vincent Patar) però també "els seus amics" (Babyroussa -V.P., L'Ours et le Chasseur - S.A., Tony Manège – S.A. etc); Tres episodis segueixen aquest primer intent: The First, Le Deuxième i Quatre moins un.
L'episodi pilot de 1988, el Picpic André Show (que es pot considerar el número 0 de la sèrie), va ser només una recopilació de curtmetratges realitzats individualment per cadascun dels dos joves estudiants de La Cambre); A partir del segon episodi ("The First", doncs), Vincent Patar i Stéphane Aubier inicien un període on cada cop es fa més difícil determinar la participació adequada de cadascun dels autors i directors en l'obra publicada conjuntament.
L'any 2001, van tornar a assumir la tasca tornant a fer un dels seus primers curtmetratges, Panique au village (A Town Called Panic als Estats Units), sèrie de 20 episodis que inclou un cowboy, un indi i un cavall en allotjament compartit en un poble animat i del qual els habitants són tots tan específics com els protagonistes de les seves sèries anteriors (amb, entre d'altres, les veus de Benoît Poelvoorde, Bouli Lanners, Didier Odieu, Frédéric Jannin). La sèrie està produïda per La Parti production a Bèlgica.
El 2009, Vincent Patar i Stéphane Aubier es van adaptar al cinema Pànic a la granja, en un llargmetratge descrit de vegades com "animació punk", produït per La Parti production i coescrit amb els seus amics Vincent Tavier i Guillaume Malandrin. La pel·lícula va ser seleccionada com a "Oficial" (projecció de mitjanit) al 62è Festival Internacional de Cinema de Canes.
Amb motiu de l'estrena de la pel·lícula, es va estrenar una sèrie de còmics que reproduïen les aventures de Coboy i Indian, la publicació prèvia de la qual es va fer a Espirú en forma d’històries breus de les quals la col·lecció de l'àlbum és publicada per Dupuis, així com un llibre infantil, la història del qual està adaptada per Stéphane Malandrin, publicat per Hélium.
Després va dirigir amb Vincent Patar, el llargmetratge d'animació, Ernest i Célestine, còmic sortit el 2012, que va rebre el César a la millor pel·lícula d'animació.
L'any 2020, van publicar per Casterman edicions una col·lecció en format italià titulada Pic Pic André et leurs amis que recopila més d'un centenar de gags amb els seus personatges fetitxes: el porc Pic Pic.

### Al cinema
Tingueu en compte que Stéphane Aubier interpreta un paper d'unes dècimes de segon a C'est arrivé près de chez vous on rep una bala a l'ull.

### Els personatges
El seu univers està ple de criatures estranyes, com ara: Picpic, un porc que es pot transformar en un porc màgic (sic) gràcies a una dansa; André el cavall i Côboy el vaquer, que passen el temps matant-se; Babyroussa, una babirussa típica; El Baltus; Indi, Coboy i Cavall (no confondre amb André i Côboy); Steven i Janine els pagesos, la seva filla Bénédicte, gallina, porc, vaca, carter...

## Obres

### Filmografia i premis

#### Al cinema
- 2009 : Pànic a la granja
- 2012 : Ernest i Célestine, codirigida amb Benjamin Renner, César a la millor pel·lícula d'animació en 2013[5]

#### Sèrie de televisió
- Panique au Village - 2001 - 20 episodis - Objectes animats.

#### Pel·lícules d'animació
- 1988 : Pic Pic André Shoow,[8] 13 minuts, amb Vincent Patar. Premi d'animació al Festival Animació de Brussel·les 1989. Selecció oficial al Festival Internacional de Cinema d'Animació d'Annecy.
- 1991 :
  - Saint-Nicolas chez les Baltus,[13] 5 minutes - Papers retalls animats
  - Pànic a la granja (versió preliminar, disponible en el VHS i al DVD de Pànic a la granja), 4 minuts - objectes animats
  - Inspecteur Mémo, 4 minuts 30 segons - Dibuixos animats sobre paper.
- 1993 : Le Voleur de cirque,[14] 13 minuts, amb Vincent Patar i Benoît Marcandella - Caricatura amb violoncels. Premi José Abel a la millor pel·lícula europea al Festival, Cinnanima 1993 a Espinho (Portugal)
- 1995 : Pic Pic André Shoow - The first,[15] 7 minuts 30 segons, amb Vincent Patar - Dibuix sobre paper i cels. Premi de la comunitat francesa al Festival Media 10-10, Premi del públic al Festival de Brussel·les, Premi d'animació al Festival international du film francophone de Mons, seleccionat per a Brussel·les Festival de dibuixos animats, i molts altres...
- 1997 : Pic Pic André Shoow - le deuxième,[16] 11 minuts 30 segons, amb Vincent Patar - Dibuix sobre paper i cels. Premi del públic al Media 10-10 Festival de Namur (B), selecció als festivals de Brussel·les, al Festival du Dessin Animé de Brussel·les, i molts altres…
- 1999 : Les Baltus au cirque,[17] Plantilla:Heure - PRetalls de paper animats. Selecció a Vila do Conde, al Festival Internacional de Brussel·les, al Festival Internacional de Cinema Fantàstic de Brussel·les, al Festival de dibuixos animats de Brussel·les, al Festival de cinema de parla francesa de Namur, al Festival Internacional de Charleroi, i molts altres...
- 1999 : 
  - UFO boven Geel,[18] 12 minuts, amb Vincent Patar i Vincent Tavier - Docuficció. Gran Premi de Documental al festival Media 10-10 Namur el 1999.
  - Pic Pic André Shoow - 4 moins 1,[19] 12 minuts, am,b Vincent Patar - Dibuix sobre paper (DAAO). Selecció al Festival de Cinema Francòfon de Namur, a Vila do Conde, Drama, Roma, Festival Internacional de Curtmetratges i Documentals de Bilbao, Vendôme Festival de Cinema, Ginebra, Festival Étrange de París i Estrasburg, Primers plans a Angers, Festival Europeu de Curtmetratges de Brest, Cine 'Eco - Seia (P), Mitjans de comunicació 10-10 (Namur), Festival de Brussel·les...
- 2001 : Panique au village, 20 episodis - objectes animats.
- 2009 : Pànic a la granja, llargmetratge d'animació codirigit amb Vincent Patar. Presentat al 62è Festival Internacional de Cinema de Canes en selecció oficial, guardonat amb el Valois per la seva direcció al Festival de Cinema Francòfon d'Angoulême i nominat al César a la millor pel·lícula estrangera 2010
- 2012 : Ernest i Célestine,[20] llargmetratge d'animació codirigit amb Benjamin Renner i Vincent Patar. Presentat a la Quinzena dels Cineastes de Canes el 2012
- 2013 : La Bûche de Noël,[21] curtmetratge d'animació co -dirigit amb Vincent Patar,[22] amb els personatges de Pànic a la granja.
- 2020 : 
  - Chien Pourri à Paris.[23]
  - Le Noël de Chien Pourri.[24]
- 2021 : Les Grandes Vacances.[25]

## Note
1. ↑  Una versió francesa del casset VHS dels quatre episodis de Picpic André Show es va posar a la venda l'any 2001 i des de l'any 2001 es va esgotar fins que el 2003 fou substituïda per un DVD.